# Grad Damen (zanger)
Grad Damen (Breda, 4 december 1982) is een Nederlands zanger van het levenslied. Hij is een achterneef van zanger en voormalig voetballer Henk Damen.

## Levensloop
Damen werd geboren in een woonwagenkamp in Breda. Als 17-jarige trad hij op in Café Bolle Jan, de kroeg van René Frogers vader. Damens serieuze doorbraak volgde in 2000 met Alisha, een vertaling van Julio Iglesias' Un canto a Galicia. Dit lied behaalde de 22e plaats in de Nederlandse Single Top 100.
Damen trad daarna regelmatig op en tijdens een van die optredens kwam hij ook zijn huidige vrouw Danielle tegen, met wie hij twee zonen genaamd Heintje en Louistje heeft. De volkszanger André Hazes, met wie Damen bevriend was, verzorgde een privéoptreden tijdens het huwelijk van de Bredase zanger.
In 2006 was Damen te zien bij SBS6 met zijn eigen tiendelige reallifesoap Helemaal Grad.
In februari 2008 tekende Damen een contract met platenmaatschappij Goldstar van Emile Hartkamp en Norus Padidar, het producersduo dat schrijft voor onder anderen Frans Bauer, Koos Alberts, Marianne Weber en Jannes.
In 2008 bracht Damen het album Kom weer bij mij uit. Daarop volgde in 2009 na jaren weer een theatertour door verschillende theaters in Nederland en het album Goed in mijn vel. Ook dit album werd geproduceerd door Emile Hartkamp en Norus Padidar.
Begin 2010 scoorde Damen een grote hit in de Single Top 100. Het nummer Ik hou het meest van jou was het eerste nummer dat hij zelf geschreven had, speciaal voor zijn vrouw Danielle. Het kwam voort uit een samenwerkingsverband met The Basily Boys, die eerder meededen aan het SBS-programma Holland's Got Talent.
In 2012 haalt Grad opnieuw de hitlijsten met de single Lach nog heel even. In alle Nederlandstalige hitlijsten scoort hij hiermee zijn eerste nummer 1-hit. Verder is hij deelnemer aan het populaire Fort Boyard (Nederlandse spelshow)
In 2014 werd het 12e studioalbum, getiteld “Klanken van Gevoel” gepresenteerd. Voor de Brabantse volkszanger is het de allerhoogste notering ooit, het album komt direct op plek 7 binnen in de charts. Daarnaast ontwikkelt hij zich tot presentator bij Sterren 24, verzorgd door de TROS. Met inmiddels meer dan dertig top-100-noteringen is hij niet meer weg te denken uit de wereld van de volksmuziek.
In hetzelfde jaar 2014 bekwaamde hij zich als tatoeëerder.
Tevens heeft hij zich ontwikkeld als producer en tekstschrijver. Hij schrijft o.a. nummers voor Frans Duijts en Wesley Klein. Grad heeft eveneens sinds 2014 een eigen uitgeverij, Grad Damen Publishing opgericht, dit in samenwerking met BMG Talpa.
In 2015 won hij het televisieprogramma Wie Opent Het Slot?.

## Discografie

### Albums
| Album met eventuele hitnotering(en) in de Nederlandse Album Top 100 | Datum van verschijnen | Datum van binnenkomst | Hoogste positie | Aantal weken | Opmerkingen |
| ------------------------------------------------------------------- | --------------------- | --------------------- | --------------- | ------------ | ----------- |
| In jouw ogen                                                        | 30-03-2001            | 07-04-2001            | 44              | 4            |             |
| Dromen worden waar                                                  | 31-01-2002            | 09-02-2002            | 26              | 9            |             |
| Altijd samen                                                        | 24-10-2002            | 02-11-2002            | 18              | 5            |             |
| Zo is mijn leven                                                    | 22-08-2003            | 30-08-2003            | 16              | 10           |             |
| Vrolijk kerstfeest                                                  | 15-11-2003            | -                     |                 |              |             |
| Ik neem je mee                                                      | 16-09-2004            | 18-09-2004            | 18              | 9            |             |
| Liefde                                                              | 28-09-2005            | 08-10-2005            | 34              | 5            |             |
| Zomaar                                                              | 04-05-2006            | 13-05-2006            | 21              | 6            |             |
| Kom weer bij mij                                                    | 14-04-2008            | 19-04-2008            | 14              | 5            |             |
| Goed in mijn vel                                                    | 27-11-2009            | 05-12-2009            | 61              | 1            |             |
| Klanken van gevoel                                                  | 22-08-2014            | 29-08-2014            | 7               | 9            |             |

### Singles
| Single met eventuele hitnotering(en) in de Nederlandse Top 40 | Datum van verschijnen | Datum van binnenkomst | Hoogste positie | Aantal weken | Opmerkingen                                       |
| ------------------------------------------------------------- | --------------------- | --------------------- | --------------- | ------------ | ------------------------------------------------- |
| Alisha (Un canto a Galicia)                                   | 09-2000               | -                     |                 |              | Nr. 22 in de Single Top 100                       |
| Amore                                                         | 01-2001               | -                     |                 |              | Nr. 15 in de Single Top 100                       |
| Porque te quiero                                              | 06-2001               | -                     |                 |              | Nr. 66 in de Single Top 100                       |
| Heb ik jou niet eens gekust?                                  | 26-10-2001            | 10-11-2001            | 18              | 4            | Nr. 11 in de Single Top 100                       |
| Ik wil met je dansen heel de nacht                            | 11-01-2002            | 26-01-2002            | 27              | 3            | Nr. 16 in de Single Top 100                       |
| Hallo, ik hou van jou                                         | 04-2002               | -                     |                 |              | Nr. 34 in de Single Top 100                       |
| Selina                                                        | 07-2002               | 27-07-2002            | 12              | 6            | Nr. 5 in de Single Top 100                        |
| Ik denk altijd nog aan jou                                    | 04-10-2002            | -                     |                 |              | met Jan Vayne / Nr. 18 in de Single Top 100       |
| Mag het altijd kerstmis wezen                                 | 22-11-2002            | -                     |                 |              | Nr. 13 in de Single Top 100                       |
| Als sterren stralen                                           | 06-2003               | -                     |                 |              | Nr. 20 in de Single Top 100                       |
| Zigeunerjongen                                                | 10-2003               | -                     |                 |              | Nr. 58 in de Single Top 100                       |
| Demis Roussos Medley                                          | 06-2004               | -                     |                 |              | Nr. 8 in de Single Top 100                        |
| Bella Donna Maria                                             | 15-10-2004            | -                     |                 |              | Nr. 95 in de Single Top 100                       |
| Mijn grootste geluk                                           | 28-04-2005            | -                     |                 |              | Nr. 34 in de Single Top 100                       |
| Jij bent een wonder                                           | 07-2005               | -                     |                 |              | Nr. 35 in de Single Top 100                       |
| Duizend rozen                                                 | 08-12-2005            | -                     |                 |              | Nr. 21 in de Single Top 100                       |
| Vanavond                                                      | 20-03-2006            | -                     |                 |              | Nr. 12 in de Single Top 100                       |
| Nah, neh, nah                                                 | 2006                  | -                     |                 |              | Nr. 84 in de Single Top 100                       |
| Granada                                                       | 09-2006               | -                     |                 |              | Nr. 89 in de Single Top 100                       |
| Mag je dochter mee opstap                                     | 17-03-2008            | -                     |                 |              | Nr. 40 in de Single Top 100                       |
| 1000 Zomersproetjes                                           | 2008                  | -                     |                 |              | Nr. 38 in de Single Top 100                       |
| Eens, dan kom je bij me terug                                 | 12-09-2008            | -                     |                 |              | Nr. #33 in de Single Top 100                      |
| Samen in de arreslee                                          | 2008                  | -                     |                 |              | Nr. 26 in de Single Top 100                       |
| Hé jij, waar was je nou?                                      | 2009                  | -                     |                 |              | Nr. 23 in de Single Top 100                       |
| Ik hou het meest van jou                                      | 2010                  | -                     |                 |              | met The Basily Boys / Nr. 18 in de Single Top 100 |
| Elke keer                                                     | 2010                  | -                     |                 |              | Nr. 72 in de Single Top 100                       |
| Santa Maria                                                   | 2011                  | -                     |                 |              | Nr. 22 in de Single Top 100                       |
| Lach nog heel even                                            | 2012                  | -                     |                 |              | Nr. 12 in de Single Top 100                       |
| Zolang ik lichtjes in jou ogen zie                            | 2012                  | -                     |                 |              | Nr. 48 in de Single Top 100                       |
| Bella Madonna                                                 | 2013                  | -                     |                 |              | Nr. 76 in de Single Top 100                       |
| Hemelsblauwe ogen                                             | 2014                  | -                     |                 |              |                                                   |

### Dvd's
| Dvd's met hitnoteringen in de Nederlandse DVD Music Top 30 | Datum van verschijnen | Datum van binnenkomst | Hoogste positie | Aantal weken | Opmerkingen |
| ---------------------------------------------------------- | --------------------- | --------------------- | --------------- | ------------ | ----------- |
| Grad Damen op Curaçao                                      | 2003                  | 30-08-2003            | 19              | 2            |             |
| Als sterren stralen                                        | 2004                  | 10-07-2004            | 23              | 3            |             |
| Jij bent mijn droom                                        | 2004                  | 16-10-2004            | 25              | 2            |             |
| Liefde                                                     | 2005                  | 12-11-2005            | 16              | 2            |             |